# ジェフ・ポーカロ
ジェフリー・トーマス・ポーカロ（Jeffrey Thomas Porcaro、1954年4月1日 - 1992年8月5日）は、アメリカのミュージシャン。ロックバンド、TOTOのリーダーであり元ドラマー。セッション・ミュージシャンとしても数多くのレコーディングに参加した。同じくTOTOのメンバーのマイク・ポーカロとスティーヴ・ポーカロは実弟。
「ローリング・ストーン誌の選ぶ歴史上最も偉大な100人のドラマー」において37位。

## 略歴
コネチカット州ハートフォード出身のイタリア系アメリカ人。父はジャズ・ドラマー、パーカッション奏者として著名なジョー・ポーカロ(1930〜2020)。7歳から父の教えでドラムを習い、10代の頃からセッション・ミュージシャンとして活動を始める。活動初期にスティーリー・ダンのツアーとレコーディングに参加したのをきっかけに注目を浴び、幅広い演奏スタイルでその実力を認められ、一躍売れっ子ドラマーとなった。数多くのミュージシャンとのセッション参加したため、日本人歌手の作品の幾つかでも、彼の仕事をジャンルを問わず聴くことが出来る。プロとしてのキャリアは20年余りにも拘らず参加作品は200作を超え、スティーヴ・ルカサー曰く「ずっとジェフとやってきたから僕はメトロノームを使って練習する必要がなかった」と言わしめるほどの腕であった。
1978年、共に売れっ子セッション・ミュージシャンとして活躍していたルカサー、デビッド・ペイチ、弟のスティーブらとTOTOを結成。商業的な大成功により、ポーカロはその名声を一層高めた。
TOTOの代表曲「ロザーナ」における「ハーフタイム・シャッフル」と呼ばれるリズムパターンは、ジェフを語る上で1つの代名詞とも呼べる。また、様々なドラマーを研究して自らのプレイに取り込む研究熱心さでも知られている。前述の「ロザーナ」のリズムパターンは「スティーリー・ダンのアルバムでプレイしたバーナード・パーディの「安らぎの家」「バビロン・シスターズ」、レッド・ツェッペリンの「フール・イン・ザ・レイン」でジョン・ボーナムが叩いていたリズムパターンをミックスし、バスドラムのパターンにボ・ディドリーのリズム（いわゆる「ボ・ディドリー・ビート」）を取り入れた」と、ジェフ自身が教則ビデオの中で解説している。
1983年よりパール社とエンドース契約していた。同社のラック・システム（ドラムラック）は、彼の発案により開発されたものである。
1992年8月5日、自宅の庭で殺虫剤を散布後にアレルギーで心臓発作を起こし急死。38歳没。コカイン中毒が原因の動脈硬化症という説が流れたこともあったが、スティーヴ・ルカサー等TOTOのメンバーは「彼はドラッグを使用したことは無い」と、コカインの使用について否定している。

## セッション履歴
- ボズ・スキャッグス

## 日本人アーティストとのセッション
- 飯島真理
- 大村憲司
- 尾崎亜美
- 小田和正
- オフコース
- 葛城ユキ
- 河合奈保子
- 河内淳一
- SING LIKE TALKING
- 高中正義
- 竹内まりや
- Char
- 浜田麻里
- 矢沢永吉
- 山本達彦
- 渡辺貞夫
- 渡辺美里
- NSP
- 中島文明

他多数。

### 日本人アーティスト参加アルバム
1975年
- 『2年目の扉』 （NSP）

1978年
- 『BRASILIAN SKIES』 （高中正義）
- 『KENJI-SHOCK』 （大村憲司）

1980年
- 『Miss M』 （竹内まりや）
- 『Makin' Rock』 （奥本亮）

1981年
- 『U.S.J』 （Char）
- 『HOT BABY』 （尾崎亜美）
- 『Time No Longer』 （松居和）

1982年
- 『L.A.Spirits』 （葛城ユキ）
- 『P.M.9』 （矢沢永吉）
- 『I’m Fine』 （水越恵子）

1983年
- 『I am a Model』 （矢沢永吉）

1984年
- 『Daydream Coast』（河合奈保子）

1986年
- 『K.ODA』 （小田和正）

1987年
- 『as close as possible』 （オフコース）
- 『IN THE PRECIOUS AGE』 （浜田麻里）

1988年
- 『PURISSIMA』 （大貫妙子）
- 『ACROSS THE UNIVERSE』 （中村雅俊）

1989年
- 『CIRCUIT of RAINBOW』 （杏里）
- 『My Heart in Red』 （飯島真理）
- 『Charade』 （上田正樹）
- 『Flower bed』 （渡辺美里）
- 『FRONT SEAT』 （渡辺貞夫）

1990年
- 『NANNO SONGLESS』（NANNO L.A.PROJECT）※南野陽子の楽曲のインストゥルメンタル集
- 『NEXT』 （山本達彦）

1991年
- 『HELLO』 （白鳥英美子）

1992年
- 『Juice』 （河内淳一）
- 『Girl Like You』 （中島フミアキ）
- 『HELLO LOVERS』 （渡辺美里）
- 『REUNION』 （SING LIKE TALKING）